# پاریس سنت جان (آنتیگوا و باربودا)
پاریس سنت جان (به لاتین: Saint John Parish) یک منطقهٔ مسکونی در آنتیگوآ و باربودا است که در آنتیگوآ و باربودا واقع شده‌است. پاریس سنت جان ۵۱٬۷۳۷ نفر جمعیت دارد.